# 味の素ファインテクノ
味の素ファインテクノ株式会社（あじのもとファインテクノ、英文名称Ajinomoto Fine-Techno Co.,Inc.）は、味の素グループの化学メーカーである。

## 主な製品
- 電子材料
  - 層間絶縁材 ABFフィルム
  - 熱硬化型ソルダーレジストインキ
  - 工業用接着剤・封止剤
- 機能化学品
  - 難燃剤
  - 潜在性硬化剤・硬化促進剤
  - 高分子系顔料分散剤
  - アミノ酸系分散剤
  - 樹脂用安定剤・安定助剤
- 活性炭

### 過去に製造していた製品
- DDT - 1945年10月、味の素社（当時の社名は大日本化学工業）の常務は、総理府を通じてGHQに呼び出され、DDTの製剤化の依頼を受けた。1946年2月16日より、味の素社はGHQから支給されたDDT原薬とタルクを混合し製剤化を開始。1947年5月には味の素社が原薬工場の指定を受けた。1950年には原薬と粉剤の製造は三工、液剤は宝製薬（現在の味の素ヘルシーサプライ）に委嘱された[2]。

## 事業所
- 本社 - 神奈川県川崎市川崎区鈴木町1番2号
- 群馬工場 - 群馬県利根郡昭和村森下2080-4
- 活性炭事業部 - 神奈川県横浜市鶴見区寛政町24番10号

## 沿革
- 1942年（昭和17年）- 味の素と日本石油との共同出資により、日本特殊油製造株式会社を設立
- 1946年（昭和21年）- 味の素の完全子会社となり、三工株式会社に社名変更
- 1998年（平成10年）- 味の素の化学事業・電子材料事業を統合、味の素ファインテクノ株式会社に社名変更
- 1999年（平成11年）- 北越炭素工業株式会社と合併、活性炭事業開始

## 取引銀行
- 三菱UFJ銀行